# (4770) Lane
(4770) Lane es un asteroide perteneciente al cinturón de asteroides, descubierto el 9 de agosto de 1989 por Eleanor F. Helin desde el Observatorio del Monte Palomar, Estados Unidos.

## Designación y nombre
Designado provisionalmente como 1989 PC. Fue nombrado Lane en honor al químico y físico  estadounidense Arthur Lonne Lane que fue gerente de geología en el Jet Propulsion Laboratory, con especial interés en física ultravioleta y la fotoquímica.

## Características orbitales
Lane está situado a una distancia media del Sol de 2,869 ua, pudiendo alejarse hasta 3,738 ua y acercarse hasta 2,000 ua. Su excentricidad es 0,302 y la inclinación orbital 25,05 grados. Emplea 1775 días en completar una órbita alrededor del Sol.

## Características físicas
La magnitud absoluta de Lane es 12,1. Tiene 9,937 km de diámetro y su albedo se estima en 0,341.